# Pafos FC
Pafos FC (grško: Πάφος FC) je ciprski nogometni klub iz mesta Pafos. Ustanovljen je bil 10. junija 2014 z združitvijo klubov AEK Kouklia in AEP Paphos. Aktualno igra v 1. ciprski nogometni ligi.
Od ustanovitve naprej je bil Pafos dvakrat podprvak 2. ciprske lige (2014/15 in 2016/17). Najboljši rezultat v 1. ligi pa je 8. mesto po sezoni 2018/19.
Domači stadion Pafosa je Stelios Kyriakides Stadium, ki sprejme 9.394 gledalcev. Barvi dresov sta modra in bela.
Za Pafos je igral tudi naš nekdanji reprezentant, sedanji trener Luka Elsner.